# 鄭問
鄭問（チェンウェン、1958年12月27日 - 2017年3月26日）は、台湾の漫画家。本名は鄭進文。代表作に『東周英雄伝』。

## 来歴
桃園県八徳郷（現・桃園市八徳区）出身。台湾復興美工の美工科を卒業、インテリアデザインや挿画の仕事を経て、1984年、『戦士黒豹』（『時報週刊』連載）で漫画家デビューした。筆を用いた端正な作画でたちまち人気漫画家となる。
1990年3月から講談社「モーニング」誌上で『東周英雄伝』の連載を開始し日本デビュー。その後も『MAGICAL SUPER ASIA–深く美しきアジア』などの作品を発表した。1991年、日本漫画家協会賞優秀賞を受賞。
2000年にはPlayStation 2用ゲームソフト『鄭問之三國誌』でキャラクターデザインを担当するなど、漫画以外のジャンルでも活躍した。
2017年3月26日に、心筋梗塞で死去。2017年4月20日に中華民国総統の蔡英文から褒揚令（台湾に貢献した国民に贈られる公文書）を授与された。

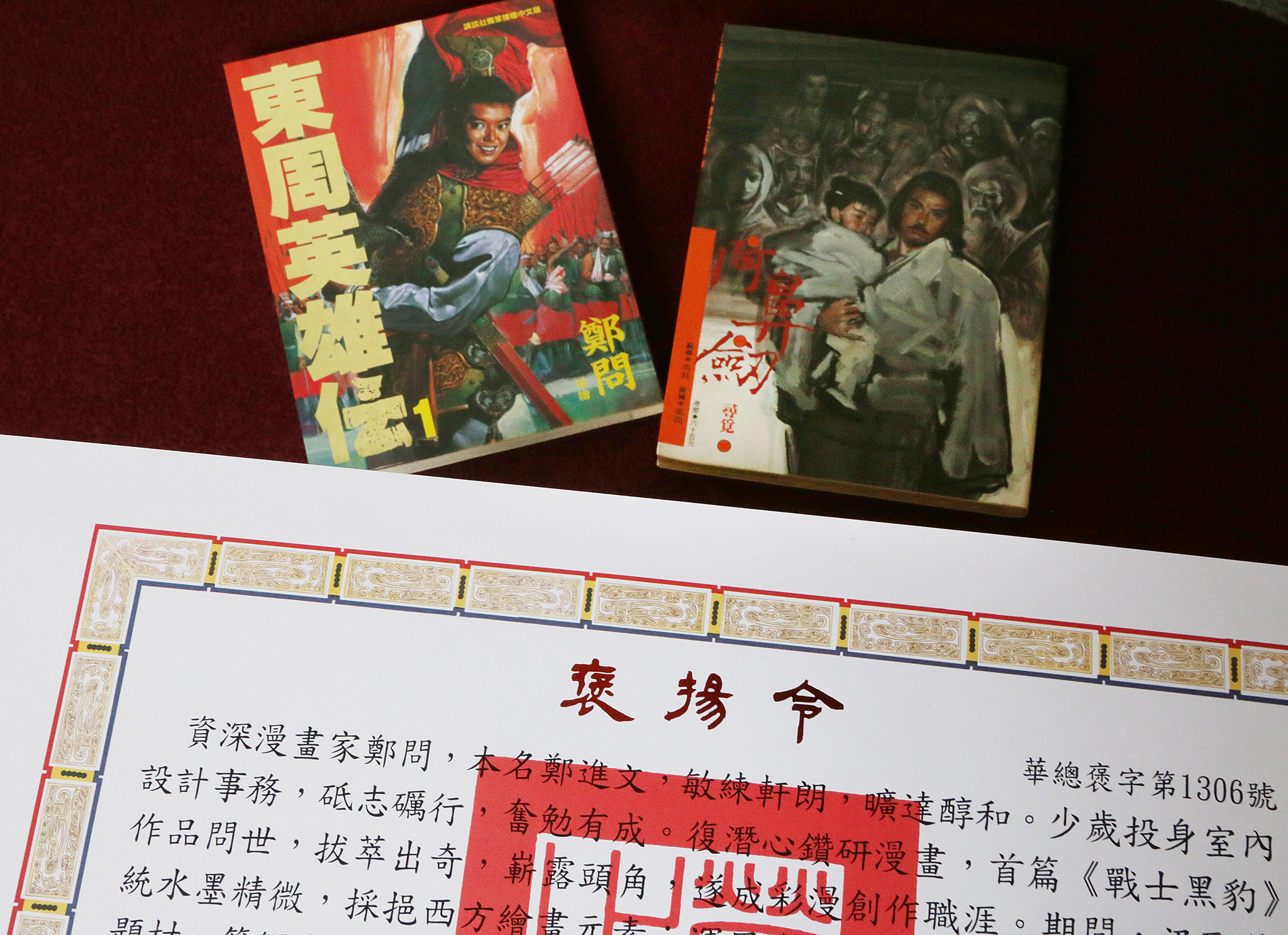
褒揚令
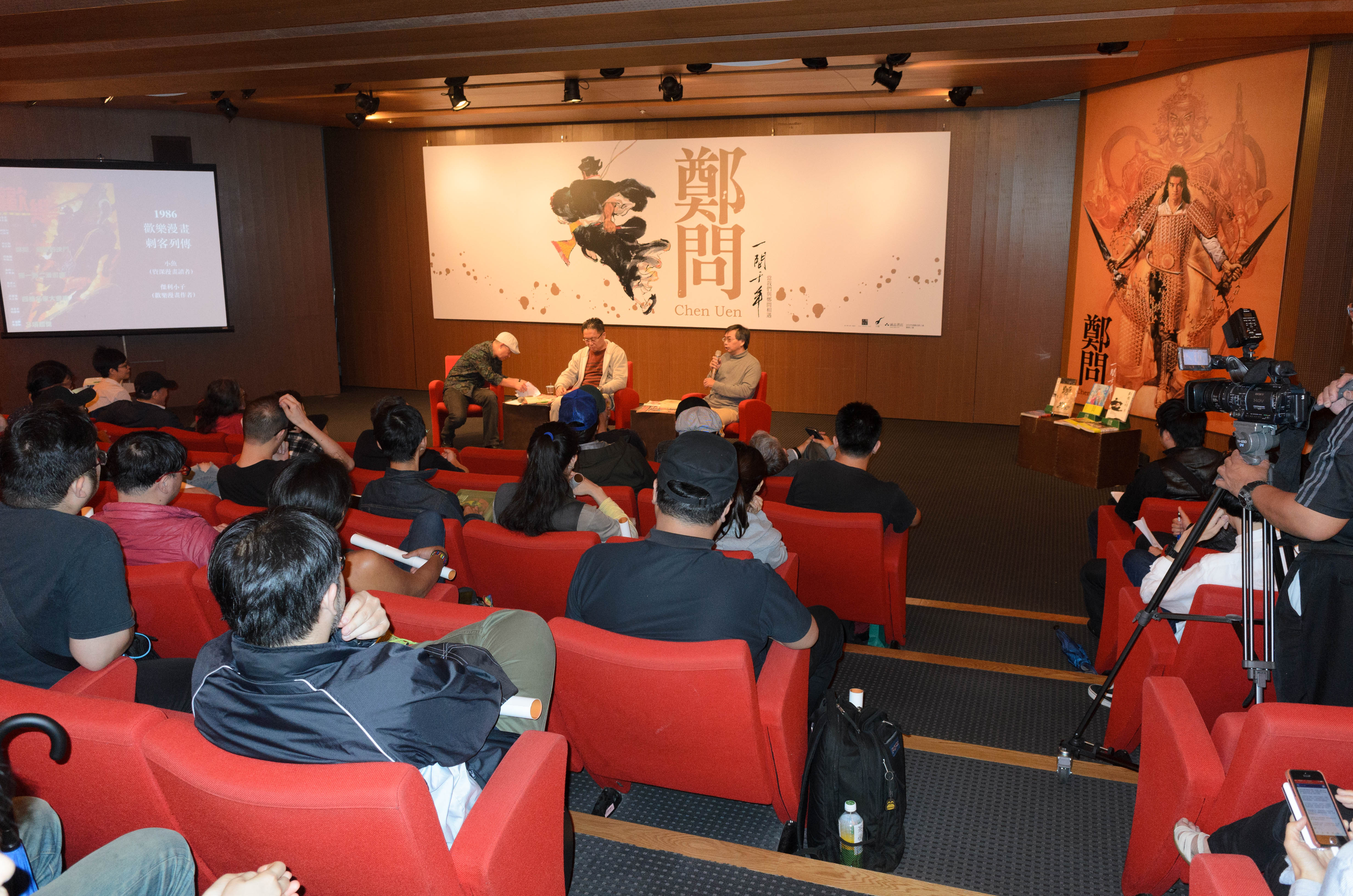
鄭問追想座談会（2017 年）
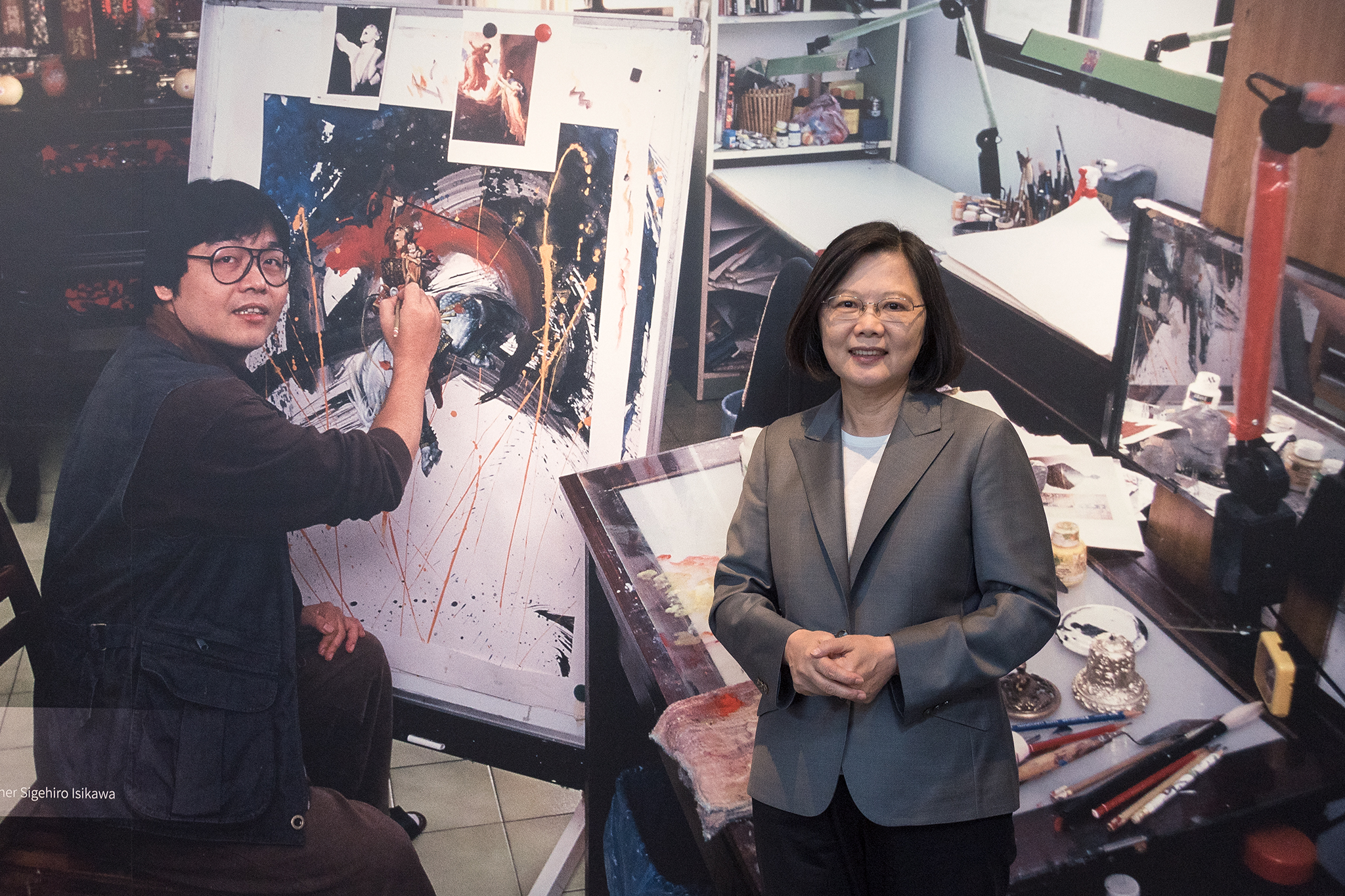
2018年「鄭問 故宮展」開幕式に出席する蔡英文

2018年6月16日から9月17日まで台湾の国立故宮博物院で漫画家としては初となる展覧会が行われた。
2019年公共テレビ製作のドキュメンタリー番組芸術很有事の中の『深邃美麗的鄭問』がニューヨークフェスティバルでエンターテインメント・ライフスタイル部門の銅賞を受賞。
2020年 台湾大哥大のmyVideoビデオ随看が配信した『千年一問』（王婉柔（ワン・ワンロー）監督が鄭問の人生を追ったドキュメンタリー番組）の劇場版が金馬賞の金馬賞最優秀ドキュメンタリー賞を受賞｡

## 漫画作品リスト

### 日本語訳
- 『東周英雄伝』ISBN 978-4063193381
- 『MAGICAL SUPER ASIA–深く美しきアジア』ISBN 978-4063131901
- 『萬歳』ISBN 978-4063300635
- 『始皇』ISBN 978-4063342567
- 『刺客列伝』ISBN 978-4063300628
- 『鄭問画集』ISBN 978-4063300598

### 日本国内未発表
- 『戦士黒豹』
- 『戦士黒豹第二部』
- 『闘神』
- 『臥龍先生』
- 『鄭問特刊』
- 『鄭問絵畫技法創作画冊』
- 『阿鼻剣』
- 『2096–百年後の英雄』
- 『漫画大霹靂』
- 『人間仏教行者–星雲大師』
- 『風雲外伝：天下無双』
- 『鄭問画集–鄭問之三国誌』

## アニメ作品リスト
- 『孔子傳』 - 東周英雄伝が原作

## コンピュータゲーム作品リスト
- 『戦国策貳–七雄之争』
- 『鄭問之三国誌』｡PS2版の発売は､ESP（2001年ゲームアーツ制作）､windows版は､カプコン｡
- 『鉄血三国志』
- 『封神榜2』